# Ford Model R
La Ford Model R è un'automobile prodotta dalla Ford. Era una versione aggiornata della Model N e venne prodotta tra l'aprile e l'ottobre del 1907. In questo lasso di tempo ne vennero realizzate 2.500 esemplari. Veniva venduta a 750 dollari. 
Il motore ed il telaio erano gli stessi della N mentre la carrozzeria era più grande ed era dotata di predellini.